# 문화 속 늑대
늑대를 통해 유라시아와 북아메리카에서는 기초 신화와 우주론에 모티브를 늑대에게서 따왔다(회색늑대의 역사적 서식지에 퍼져 있다). 늑대의 명백한 특성인 포식을 본질과 대응하여 위험하고, 파괴적인 것과 강하게 연관되어 있어 전사를 상징했으며 한편으로는 악마를 상징하기도 했다. 현대적인 비유로는 크고 나쁜 늑대(Big Bad Wolf)라는 개념이 발달되었다. 늑대는 유라시아 스텝과 그레이트플레인스 등의 유목민족 문화와 종교에 큰 영향을 주고 있다.
많은 문화에서, 늑대에서의 전사 인식(토테미즘)은 늑대인간이라는 개념으로 발전했으며, 인간과 늑대를 인식하는 신화적 개념이 되었다.

## 인도-유럽 계열
전 인도 유럽 종교에서 늑대는 전사 계급과 관련되었으며, 이들이 입문 할 시에는 "늑대로 변신하는 것"(또는 개)라고 칭했다. 이것은 철기 시대 유럽에서 게르만 지역의 다른 사람이 묘사한 티에르크리에게르(Tierkrieger)에서 나타난다. 인도-유럽 신화 측면에서 표준적인 비교 계보는 1987년 맥콘(McCone (1987))이 창안하였다.

### 그리스-로마 계열
리카온 산(고대 그리스어: Λύκαιον ὄρος)은 아르카디아에 위치한 곳으로 제우스의 제단이 있었다. 제우스 리카오스는 펠라스고스의 아들로 태어났고, 리카온은 산의 정상에서 제우스의 의식에 이용되었다고 전해진다. 이것은 인신공희의 일종으로 보이며, 리카온 아이를 희생한 이후 인간 피해자의 일부는 늑대로 변했다. 제우스는 4년마다 리카이아라는 성소의 운동 경기를 열었다.
몇몇에 따르면, 이 산의 현대 이름은 디아포르티 산(Diaforti, "Dioforti" 또는 "Dioforte"에서 따왔다)으로 이 단어는 현대 그리스어의 2개 단어인 제우스의 현대 이름인 Dias와 "내가 가져오다"라는 뜻의 fero라는 단어 두 개를 합성한 것으로 리카온 산이 제우스가 가져간 것이라는 뜻이다. 그러나, 코로니오테스(Kourouniotes)에 따르면 남부의 산은 디아포르티로 불린 적이 없으며, 엘리야 산에 예배당이 차려진 이후 아이오스 일리오스(Ayios Ilias)라고 불렀다고 주장한다. 쿡 코로니오테스는 산 3개의 정상을 가장 높은 스테파니(Stephani), 그 다음으로 높은 아이오스 일리오스(Ae Lias), 디아포르티(Diaphorti)로 구분한다.

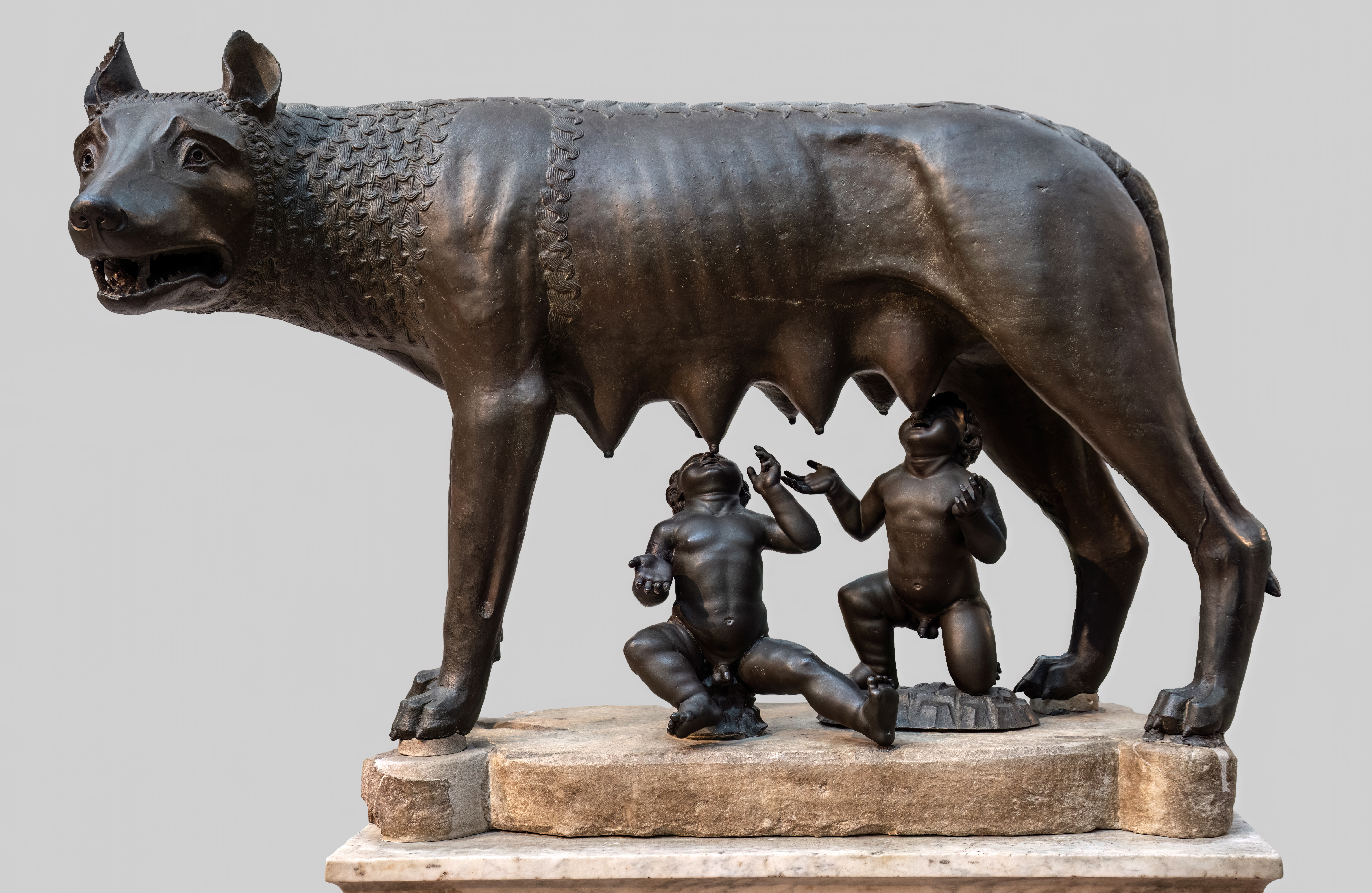
로물루스와 레물스와 같이 있는 암늑대. 로마 카피톨리누스 언덕 카피톨리노 박물관.

로마 신화에 따르면, 후에 로마를 건국하는 로물루스와 레무스는 어릴 적에 늑대에게 자란 것으로 전해진다. 삼촌 아물리우스는 이 두 명의 아이를 죽이라고 명령했다. 그러나, 하인은 죽일 것을 명령받았지만 두 아이를 테베레강의 둑에 뉘어 놓았다. 강에 홍수가 일어나 수위가 상승했고 티베리누스 신의 보호 하에 두 명의 아이가 있는 요람을 하류까지 실어보냈다. 이후 마르스의 신성한 동물인 라틴어로 루파(Lupa)로 알려진 암늑대가 길러주게 된다. 결과적으로, 유라시아늑대는 이탈리아를 대표하는 동물이 되었다.
코미디언 플라우투스는 늑대의 잔인하고 숙고한 이미지를 사람에게 늑대같은 사람(homo homini lupus)에게 이용했다.

### 게르만 계열

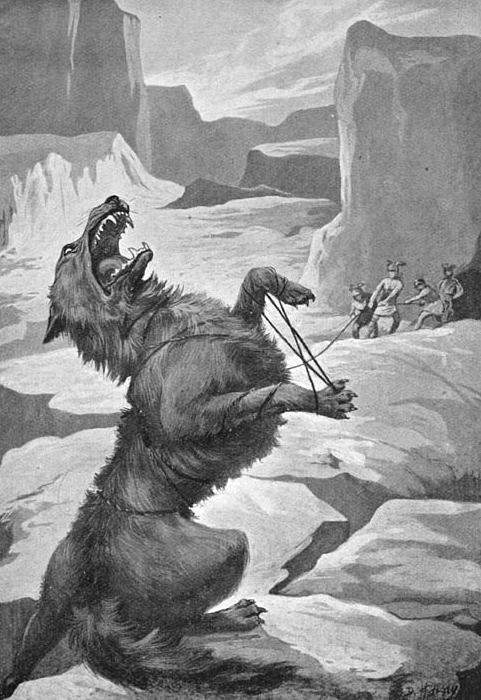
신이 구속한 펜리르.

북유럽 신화에서는 3마리의 악의 늑대가 있다. 첫째는 로키와 앙그르보다의 장남으로 두려워하는 펜리르, 아스, 펜리르의 자식인 스쾰, 하티 흐로드비트니손이 있다. 펜리르는 신이 구속했지만, 결국에는 라그나노크 때 오딘을 삼킨다. 이 때, 펜리르는 하품할 때 아래턱이 땅에 닿고 위턱인 하늘로 솟을 정도로 커진다. 펜리르는 이후 오딘의 아들인 비다르에게 심장을 찔렀거나 산산히 턱이 조각나 죽는다. 전설에 따르면, 펜리르의 두 자식은 라그나노크에서 해와 달을 삼킬 것이라고 나온다. 그러나, 한편으로는 게리와 프레키 늑대는 오딘의 충실한 애완동물로 행운을 가져다 준다고 믿었다.
헤르바라르 사가에서는, 헤이드레크(Heidrek) 왕이 게스툼블린디(오딘)의 다음과 같은 요구를 받는다.
저 램프는 무엇인가
남자가 저 램프를 키지만,
불꽃이 그를 삼키고,
이후 항상 와르그는 움켜잡을 것이다.
헤이드레크는 이 답이 태양이라는 것을 알고 다음과 같이 말한다.
태양이 모든 땅 위에 켜지고 모든 사람을 비추며, 스쾰과 하티는 와르그이다. 이 늑대는 한 마리는 해 뒤에서, 다른 한 마리는 달 뒤에서 달리고 있다.
그러나, 늑대는 더 또는 덜 위험한 인간형 생물체로 바뀌기도 한다. 예를 들어, 휜룰리에드(Hyndluljóð)에서 군느의 말은 뢱 룬스톤(Rök Runestone)으로 늑대에 대해 알게 되고, 볼바 마녀가 힌들라 늑대를 타고 발데르의 장례식에 늑대로 히로킨(Hyrrokin) 여성형 거인과 함께 온다.

### 발트와 슬라브 계열
전설에 따르면, 리투아니아의 수도 빌뉴스의 설립은 대공 게디미나스(Gediminas)가 꿈에서 게디미나스 탑 근처에서 울고 있는 늑대의 꿈을 꾼 이후 이루어졌다고 한다.
슬라브어파가 함께 이용하는 늑대인간이라는 단어는 공통슬라브어의 "vlko-dlak"과 "wolf-skin"(현대 그리스어의 브리콜라카스(vrykolakas))로부터 유래되었다.

### 인도 계열
리그베다에 따르면, 리쟈사바(Rijrsava)는 가족의 양 101마리를 암늑대에게 준 책임으로 아버지의 눈을 멀게 하고, 나중에 기도로 아슈비스가 시력을 돌려 준다. 늑대는 인도 신화에서 가끔 언급된다. 하리밤사(Harivamsa)에서 브라쟈 사람들을 설득시켜 브린다반으로 이주시킨 크리슈나는 머리에서 수백 마리의 늑대가 나오며 브라쟈 사람들의 여행을 두렵게 만든다.바유 신의 탐욕스러운 아들인 비마(Bhima)는 "늑대를 즐기다"라는 뜻의 Vrikodara로 설명했다.

## 알타 계열

### 튀르크와 몽골 계열
튀르크 신화에서는 늑대가 존경받는 동물로 나온다. 튀르크 샤먼 사람들은 자신을 늑대의 자손이라 말하기도 한다. 아세나 전설은 터키 사람들의 유래에 대한 오래된 신화이다. 이 신화는 다음과 같다. 중국 북부의 어느 튀르크인 마을에 중국군이 습격했지만, 아이 하나는 놓아 두었다. 하늘색 갈기를 가진 아세나라는 이름의 암늑대가 이 아이를 발견하고 돌보게 되고, 이후 암늑대가 반은 늑대이고 반은 인간인 새끼를 낳고 나서 이들로부터 터키인이 태어났다는 것이다. 그리고, 튀르크 신화에서는 회색늑대가 튀르크인의 전설에 나오는 에르게네콘으로 가는 길을 알려주고 다른 이웃 장소로 확산하고 정복할 수 있게 해 준다고 믿는다. 현대 터키에서는 이 신화를 바탕으로 하여 극우 민족주의자들 단체 이름을 회색 늑대들이라고 지었다. 가장 오래된 사람들의 신념과 마찬가지로 늑대는 영적 능력을 가지고 있다고 생각하고, 이들 몸의 일부는 사람들의 다양한 요구를 들어줄 수 있는 능력을 갖추었다고 생각한다.
몽골비사에 따르면 몽골인들은 한 여자(Gua maral)와 늑대(Boerte chino) 사이의 후손이라고 말한다. 현대 몽골에서는 특히 남성에게 늑대를 행운의 상징이라고 생각한다. 몽골 민간요법에서는 늑대의 창자를 먹는 것으로 만성 소화 불량을 완하할 수 있고, 음식에 늑대의 직장 가루를 뿌려 먹는 것은 치질을 낫게 해준다고 믿는다. 몽골 신화에서 가끔 전통 창조 설화에 늑대의 과잉 살해 행동을 설명하고 있다. 설화에서 신이 늑대에게 먹고 먹지 말아야 할 것을 설명할 때, 양을 한번에 천 마리까지 먹을 수 있다고 말한다. 그러나, 늑대는 이것을 오해하고 천 마리의 양을 죽이고 한 마리만 먹는 것으로 생각한다.

### 핀란드 계열
여우나 곰과는 달리 핀란드에서 늑대는 두려우며 싫어하는 존재이다. 늑대는 파괴와 황폐화의 상징이며 핀란드어에서 늑대의 뜻인 "sumi"는 "쓸모없는 놈"과 그 이름인 "hukka"는 멸망과 종말을 의미하기도 한다. 곰은 핀란드의 신성한 동물이지만, 늑대는 항상 무자비하게 사냥해왔다. 늑대는 회유적이고 악의적인 포식자로 설명하며 먹을 것 이상의 먹이를 사냥한다고 알려져 있다.

### 일본 계열
일본에서는 농부가 신사 근처의 굴에서 멧돼지와 사슴으로 인한 작물 피해를 막기 위해 늑대를 숭배하고 음식을 바쳤다는 기록이 있다. 늑대 그림으로 장식한 부적은 농경 사회에서 불, 질병, 기타 재난을 막고 다산과 풍요를 가져온다고 믿었다. 아이누 민족은 자신의 조상이 늑대를 닮은 생물과 여신이 결합하여 생겼다고 믿는다.

## 북극과 북아메리카 계열

### 북극 계열

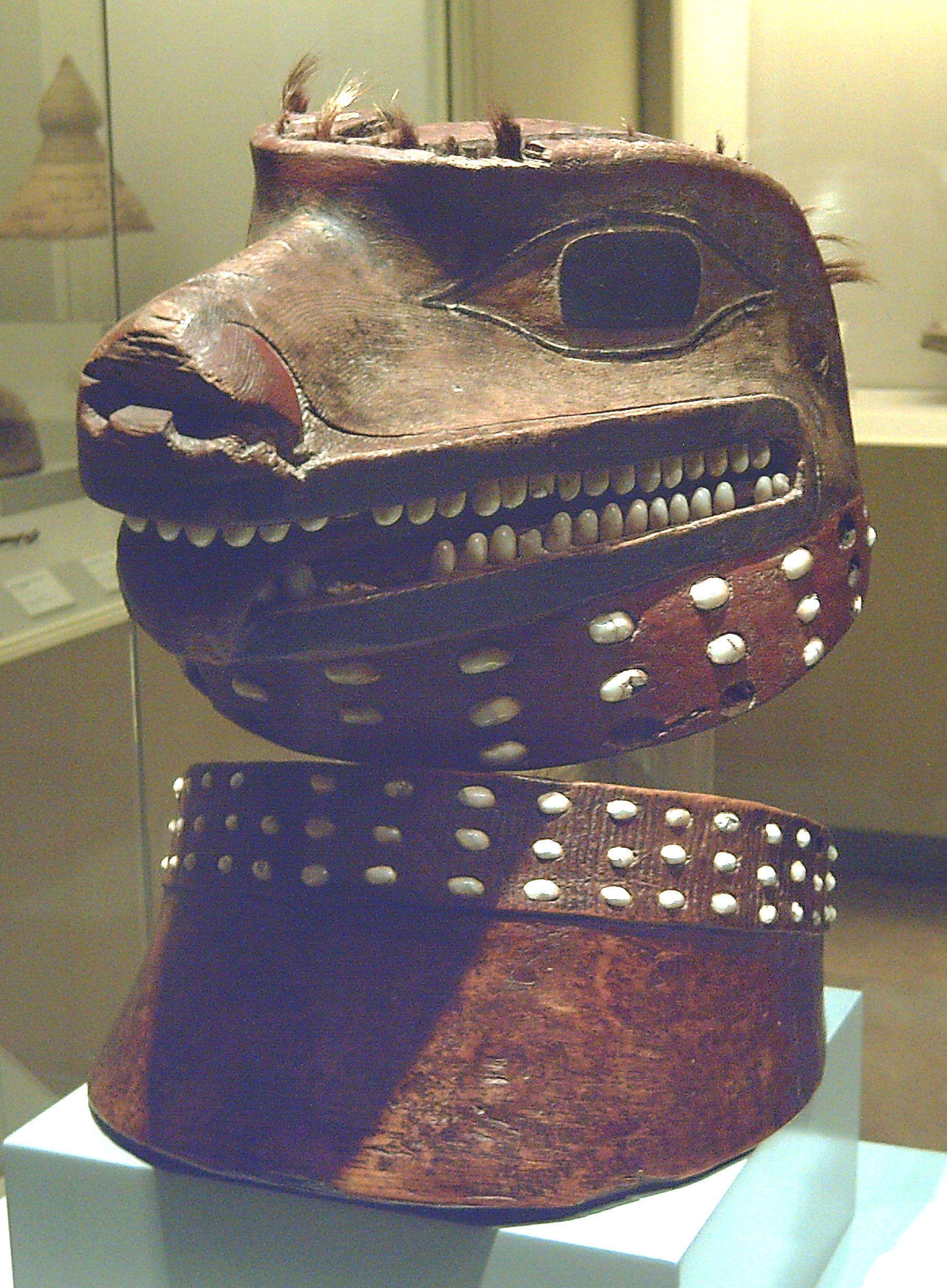
스페인 마드리드 아메리카 박물관의 늑대를 닮은 핼맷과 깃. 18세기 북미 태평양 북서부 연안의 틀링기트족이 나무껍질로 만들었다. 틀링기트족은 늑대의 힘과 폭력성 때문에 존경하고 두려워한다.

늑대는 사냥에 살아남아 부족의 존경을 받았지만, 농업으로 살아가는 사람들은 그러한 생각이 적었다. 알래스카주 북부와 북서부과 래브라도의 나스카피족 등은 늑대의 사냥 기술을 존중하고, 성공적으로 사냥하기 위해 늑대의 사냥 방식을 따라했다. 알래스카의 타나이나족은 늑대가 한 사람이고, 형제라고 믿었다.

### 대평원 계열
평원인디언의 방위에서 늑대는 서쪽을 나타내고, 파웨니족에게는 남동쪽을 나타낸다. 파웨니족의 창조 설화에 따르면, 늑대는 죽음을 경험한 최초의 생물로 나온다. 늑대 별은 지구를 어떻게 만들 것인지에 대한 회의에 참여하지 못한 것에 분노하여 늑대는 최초의 인간과 함께 서쪽으로 가는 폭풍의 가방에서 회오리가방을 훔친다. 이후 가방에서 해방된 인간은 늑대를 죽이면서 세계에 죽음을 처음으로 들여왔다. 파웨니족은 농업과 수렵 모두 관련이 있으며 옥수수와 들소 모두 늑대와 관련이 있다. 늑대 별의 탄생과 죽음(시리우스)는 앞으로 늑대가 그릉로 올 것이며 늑대의 길이 우리 은하로 추락할 것이라고 생각했다.
늑대는 아메리카 토착민 문화에서 항상 긍정적이진 않았다. 네트실리크 이누이트와 타카나루크-아르나루크 족은 바다의 여신 누리아유크(Nuliayuk)의 집은 늑대가 지킨다고 생각했다. 나스카피 족은 순록이 협력하는 사냥꾼이 너무 멀리 있어 거대한 회색늑대에 잡혀 먹어 죽는다고 생각했다. 나바호 족은 마이콥(Mai-cob)이라 부르는 늑대 옷은 마녀가 두려워한다고 생각했다. 칠코틴 족은 늑대와 접촉하면 질병이나 사망을 부는다고 생각하며 두려워했다.

## 코카서스 계열
체첸(더 넓게는 인구시인)의 전통 설화에 따르면, 늑대는 국가를 위하거나 사랑하는 "늑대 어머니" 등 항상 긍정적으로 묘사된다. 체첸인들은 "늑대의 어머니" 전설을 이용해 다양한 방식으로 늑대와 관련된 상징을 가지고 있는 것으로 알려져 있다(기호나 모양 방식으로 심각하지 않게 이용). 따라서, 체첸인들에게 늑대는 체첸 나라의 "자유와 늑대와 같은 것" 같은 가장 유명한 시구 등 자주적, 시적 의미로 이용된다. 늑대에 대한 대단한 존경으로 체첸 민족의 매우 보편적인 상징은 늑대이다.
늑대 일족은 종종 체첸에서 타예나(тайпа)와 동일시한다. 체첸의 늑대는 국가를 대표하는 동물만이 아닌 체첸의 전형적인 모습이다. 그래서, 늑대는 자주 국가의 긍지를 나타내기도 한다. "늑대=체첸"이라는 방정식 또한 체첸문자로 곳곳에서 볼 수 있으며, 체첸 스스로를 늑대의 지성, 충성적 씨족, 용감함 등으로 보는 방식이기도 하다.
체첸과 늑대와 관련된 점은 건국 신화인 투르팔로-노스추오(Turpalo-Noxchuo)에서, 체첸 민족의 창시자가 늑대 어머니라고 말한다. 또한 체첸은 투르팔로-노스추오와 "불꽃이 튀는 강철"같은 늑대 어머니와 같다고 말한다.

## 현대 민속, 문학, 대중문화
늑대의 대중적 이미지는 이솝 우화와 그림 동화의 크고 나쁜 늑대의 영향을 많이 받았다. 기독교에서 늑대는 악마나 악을 상징하며, 서구 문헌에서는 자주 에클레시아 밀리탄스(Ecclesia militans)의 "양"과 자주 비유된다.
밀턴의 리시다스(Lycidas)에서는 이에 대해 신학적 은유로 표현했다.
배고픈 양들은 올려다 본다, 먹이가 없은 채 / 바람만 불 뿐이고, 독한 안개를 마셔 / 속이 썩고 더러운 병이 퍼진다. 이에 들은 바 있는 잔혹한 늑대는 / 제빨리 삼킨다
스칸디나비아 반도의 전통에서는 늑대를 전사 또는 오딘의 상징으로 보기도 하며, 때로는 악마와 기독교의 악마 상징과 결합하면서 헤비 메탈 서브컬처에서 소나타 아티카, 마르두크(Marduk), 웨테인(Watain), 윈터선, 울프 밴드 등에서와 같이 인기있는 속성으로 이용한다.

## 같이 보기
- 크고 나쁜 늑대
- 빨간 두건
- 늑대인간
- 구비오의 늑대
- 픽션의 늑대 목록 (en:List of fictional wolves)
- 늑대와 문장학 (en:Wolves in heraldry)